# Blink Twice
Blink Twice (bra: Pisque Duas Vezes; prt: Um Sinal Secreto) é um filme de terror psicológico de 2024 dirigido por Zoë Kravitz, em sua estreia como diretora, baseado em um roteiro escrito junto a E.T. Feigenbaum. O filme é estrelado por Naomi Ackie, Channing Tatum, Christian Slater, Simon Rex, Adria Arjona, Haley Joel Osment, Kyle MacLachlan, Geena Davis, Alia Shawkat, Levon Hawke, Trew Mullen e Liz Caribel. O filme conta a história de um grupo de pessoas convidadas para a ilha particular de um magnata do ramo tecnológico enquanto algo estranho acontece com as mulheres presentes.
Blink Twice teve sua pré-estreia no DGA Theater em Los Angeles no dia 8 de agosto de 2024, sendo distribuído nos Estados Unidos no dia 23 de agosto pela Amazon MGM Studios através da Metro-Goldwyn-Mayer, enquanto no Brasil e em Portugal o lançamento foi feito no dia 22 de agosto pela Warner Bros. Pictures. O filme arrecadou US$ 46 milhões mundialmente com US$ 20 milhões de produção, recebendo predominantemente críticas positivas.

## Enredo
Uma manicure e garçonete, Frida trabalha em um evento exclusivo com sua amiga Jess. Ela encontra com Slater King, um magnata do ramo tecnológico que se afastou das atividades de sua empresa e fez uma retratação pública por um comportamento anterior não especificado. Ele convida ambas as mulheres para sua ilha particular.
Ao chegarem na ilha, a assistente de Slater, Stacy, recolhe os telefones dos convidados. Junto a eles estão os amigos e sócios de Slater: o fotógrafo Vic, o chef de cozinha Cody, o DJ Tom e o estagiário Lucas, junto a outras três mulheres: a estrela de um reality show Sarah, a desenvolvedora de aplicativos Camilla e a advogada Heather. As mulheres são hospedadas em quartos luxuosos, ganham perfumes de presente e uma experiência de férias, com pratos e coquetéis de alto nível preparados por Cody, além do uso de drogas alucinógenas potentes.
Frida disputa a atenção de Slater com Sarah enquanto Jess percebe uma perda de memória. Todos os trabalhadores da ilha possuem a mesma tatuagem de uma cobra, e Frida tem encontros desconfortáveis com uma empregada, que parece a reconhecer e a chama de "Coelho Vermelho".
O terapeuta de Slater, Rich, faz uma visita e recebe de presente uma sacola vermelha. Durante uma noite de festa e drogas, Jess é mordida por uma cobra e diz a Frida posteriormente que deseja ir embora. No café da manhã, Frida percebe que Lucas tem o cheiro do mesmo perfume utilizado pelas mulheres. Enquanto os homens saem para pescar, Frida descobre um quarto com dezenas de sacolas vermelhas idênticas.
Frida bebe veneno de cobra oferecido pela empregada e começa a se lembrar de eventos perturbadores. Ela percebe que Jess está desaparecida, apesar das outras mulheres não se lembrarem de quem é. Assustada, Frida descobre que uma flor nativa da ilha é capaz de apagar lembranças e foi adicionada na comida e no perfume dos visitantes. Ela convence Sarah sobre o que está acontecendo e a faz beber do veneno de cobra, um antídoto para os efeitos da flor.
Os homens retornam ao mesmo tempo que Frida e Sarah ficam mais paranoicas. Ambas fazem as outras mulheres, incluindo Stacy, beberem doses do veneno dizendo ser álcool para restaurarem suas memórias. Frida entra no escritório de Slater para resgatar os celulares, apenas para descobrir que estão sem bateria e sinal de rede.
Todas as memórias de Frida retornam, revelando que os homens tem abusado sexualmente de todas as mulheres e apagando suas memórias utilizando a flor. Jess foi assassinada após ser mordida pela cobra, pois suas memórias não poderiam ser apagadas. Frida também encontra fotos de diferentes mulheres e homens com sacolas vermelhas, revelando que Slater recebeu convidados para violentar pessoas regularmente e os presenteando com um exemplar do perfume para utilizarem quando não estiverem na ilha.
Frida e Sarah tentam ganhar tempo enquanto as memórias de Camilla e Heather retornam, levando Camilla a esfaquear Tom até a morte enquanto Heather fere Vic gravemente antes de ser alvejada por Stan, segurança de Slater e militar aposentado. Slater mata Camilla e os homens restantes se escondem na casa de campo de Slater enquanto ele ridiculariza Lucas por se manter inerte diante os abusos, não fazendo nada para ajudar as mulheres.
Stacy ataca Frida, preferindo se manter ignorante com as atitudes dos homens, então Frida a esfaqueia até a morte. Stan vai atrás de Frida mas é atingido e morto por Sarah, que pega sua arma; Cody escapa pela floresta mas é aparentemente morto por Sarah. Na casa de campo, Lucas tenta escapar mas é atingido por engano em uma armadilha feita por Frida e Sarah para Slater; pouco depois, Slater prende Frida na casa de campo.
É revelado que Frida esteve na ilha no ano anterior e vivenciou os mesmos eventos, arrancando o dedo mindinho de Vic e batendo a cabeça em uma pedra antes de ter suas memórias apagadas. A empregada reconheceu Frida pelo coelho vermelho pintado em suas unhas da mão. 
Slater ironiza sua retratação pública, declarando que "não existe perdão, somente esquecimento", antes de ir atrás de Sarah. Enquanto isso, Frida abastece seu vape com o perfume que causa a perda de memória. Os efeitos o fazem esquecer os eventos recentes e entrar em pânico ao ver os corpos. Slater escorrega, fica inconsciente ao bater a cabeça enquanto a casa de campo pega fogo. As duas mulheres escapam, deixando Vic para morrer, enquanto Frida salva Slater.
Algum tempo depois, Rich, que também abusou de Frida na ilha, encontra Slater notavelmente desorientado. Frida se encontrava casada com Slater e se tornou executiva de sua empresa, tudo enquanto o mantém dopado com seu vape, abastecido com a flor, para manter sua cooperação.

## Elenco
- Naomi Ackie como Frida
- Channing Tatum como Slater King
- Alia Shawkat como Jess
- Christian Slater como Vic
- Simon Rex como Cody
- Adria Arjona como Sarah
- Haley Joel Osment como Tom
- Liz Caribel como Camilla
- Levon Hawke como Lucas
- Trew Mullen como Heather
- Geena Davis como Stacy
- Kyle MacLachlan como Rich
- Cris Costa como Stan
- María Elena Olivares creditada como badass maid (pt: empregada durona)
- Saul Williams creditado como emcee (pt: mestre de cerimônias)
- Tiffany Persons creditado como interviewer (pt: repórter)
- Aaron Himelstein creditado como asshole manager (pt: gerente idiota)
- Zoë Kravitz creditada como swanky stewardess (pt: aeromoça chique)

## Produção

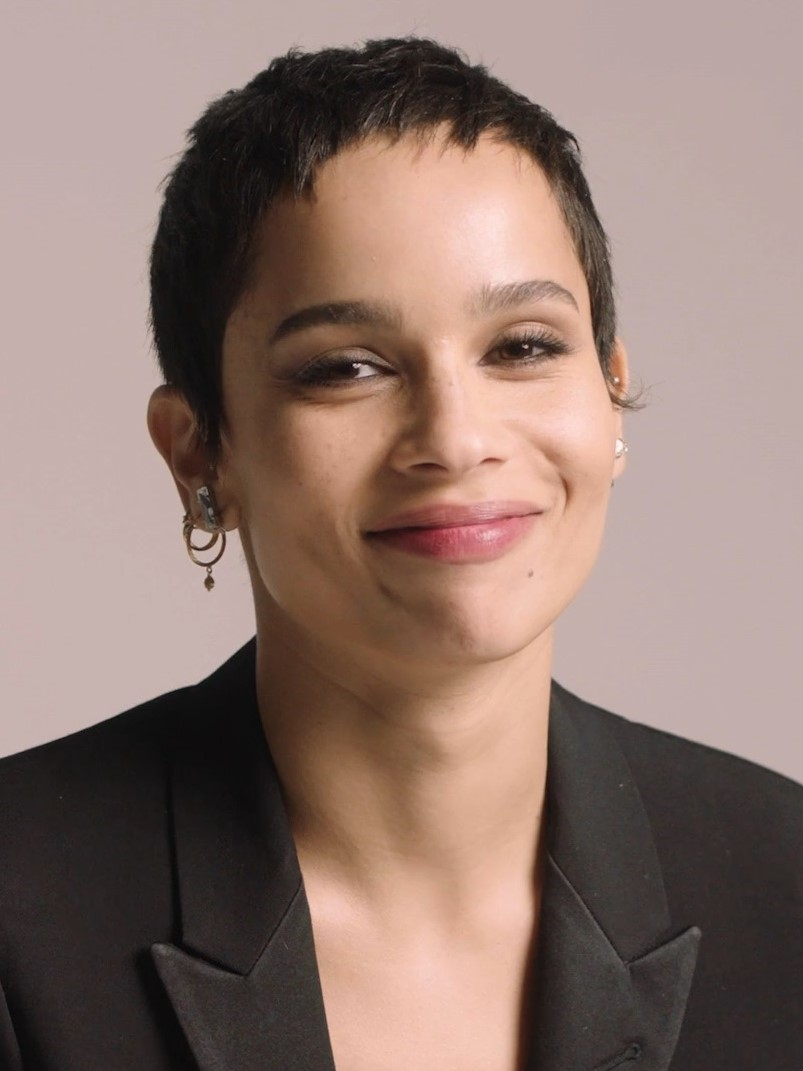
Zoë Kravitz, roteirista e diretora.

Zoë Kravitz começou a escrever Blink Twice sob o título Pussy Island em 2017. Em junho de 2021, Kravitz anunciou que ela faria sua estreia como diretora no filme com um roteiro escrito junto a E.T. Feigenbaum. Channing Tatum assinou para estrelar e, no Mercado do Filme de Cannes, a MGM ganhou os direitos de distribuição junto a escalação de Naomi Ackie como Frida, a personagem principal. O restante do elenco foi anunciado entre maio de junho de 2022, com Jordan Harkins e Stacy Perskie como produtores executivos.
As filmagens se iniciaram em 23 de junho de 2022, com a produção ocorrendo em Yucatán e Quintana Roo, no Mexico. Em janeiro de 2024, o título do filme foi alterado de Pussy Island para Blink Twice; Kravitz explicou que a mudança foi motivada por um questionamento da Motion Picture Association (MPA), a agência reguladora das produções cinematográficas dos Estados Unidos, por "não quererem colocar em um pôster, ou um letreiro, ou um quiosque; cinemas não querem colocar em um ingresso", pois a palavra "pussy" também é um jargão para o órgão sexual feminino na língua inglesa. Kravitz também mencionou, "Interessantemente, após uma pesquisa, mulheres também se sentiram ofendidas pela palavra, e mulheres vendo o título estavam dizendo, 'eu não quero ver esse filme,' que é em partes o motivo pelo qual eu queria tentar e utilizar a palavra, tentar resgatar e não só manter esse desconforto pelo uso que estamos acostumados. Mas não chegamos lá ainda. Eu penso que é algo que eu tenho responsabilidade como cineasta de ouvir."

## Lançamento
Blink Twice teve sua pré-estreia no DGA Theater em Los Angeles no dia 8 de agosto de 2024, e foi lançado nos Estados Unidos pela Amazon MGM Studios no dia 23 de agosto de 2024, com a Warner Bros. Pictures distribuindo o filme internacionalmente em 21 de agosto de 2024. No mesmo dia da distribuição internacional, a Amazon fez um alerta de gatilho sobre o filme em um post no Twitter devido a "temas maduros e representação de violência – incluindo violência sexual", que a Variety notou que era raro para um estúdio a atitude, porém tem sido uma tendência crescente informar sobre tais temas além das classificações indicativas da MPA O aviso foi incluído antes da exibição do filme nas sessões de cinema.

## Recepção

### Bilheteria
Desde 30 de setembro de  2024, Blink Twice arrecadou US$ 23,1 milhões nos Estados Unidos e no Canadá, e US$ 23,3 milhões em outros países, somando mundialmente a quantia de US$ 46,4 milhões.
Nos Estados Unidos e no Canadá, Blink Twice foi lançado no mesmo dia que The Crow e The Forge, tendo uma projeção de receita entre US$ 7 e 8 milhões na final de semana de estreia. O filme arrecadou US$ 2.9 milhões no primeiro dia em cartaz incluindo, aproximadamente, US$ 820 mil em sua quinta-feira de estreia. Finalizou a primeira semana de lançamento em quarto lugar em bilheteria, arrecadando US$ 7.3 milhões, além de US$ 4.8 milhões em seu segundo final de semana.

### Avaliação da crítica
No agregador de críticas Rotten Tomatoes, 74% das 215 avaliações do filme são positivas, com uma nota média de 6,7/10. O consenso geral do portal diz: "Uma estréia robusta e memorável que coloca Zoë Kravitz nos holofotes dos diretores de cinema, assistir Blink Twice é como um evento ao vivo."  Enquanto o Metacritic, que utiliza um sistema de média ponderada, avaliou o filme com uma nota 66 de 100, baseando-se em 45 críticas, indicando que as opiniões foram favoráveis. Espectadores consultados pelo CinemaScore deram ao filme uma nota média de "B-" em umas escala entre A+ e F, enquanto outros no PostTrak avaliaram o filme com uma pontuação geral de 74% (incluindo uma média de 3 entre 5 estrelas), com 50% afirmando que recomendariam o filme.
Ian Freer da revista Time Out descreveu o filme como "uma das aventuras mais selvagens de 2024", declarando que "é um filme sobre os abusos de poder, os perigos de ser uma mulher em um mundo de homens e a importância da união feminina, mas não é didático, apenas emocionante. Resumindo, Blink Twice é ao mesmo tempo um alimento e uma explosão para o cérebro." Escrevendo para o The Atlantic, Shirley Li rotulou o filme como "uma estreia afiada e excitante com um forte ponto de vista emocional", enquanto Peter Travers elogiou atestando ser um promissor início com a direção apesar de previsível. Wendy Ide do The Guardian fez uma avaliação com 4 de 5 estrelas, enaltecendo o filme como "habilmente eficiente", "altamente interessante" e "visualmente rico". A autora afirma que enquanto alguns elementos do roteiro não acompanham uma rigorosidade minuciosa, a "selvageria gloriosa" do último ato compensa além do esperado.
Em uma crítica no portal RogerEbert.com, Peyton Robinson deu ao filme 1 de 4 estrelas, afirmando que a obra falha em engajar significantemente com seus temas sobre "as capacidades sinistras de homens brancos e ricos." Ela contesta a escrita do filme como uma "montagem aleatória de palavras atuais" que falha em profundidade e nuance, abordando problemas sem os explorar, sendo "uma afirmação de uma narrativa simples e cansada sendo vendida como um impulso feminista inabalável." Robinson descreve o tom do filme sendo "nada engraçado" e ineficaz, afirmando que não consegue arrancar risos ou trabalhar tópicos sérios com inteligência. Ela elogia as atuações, principalmente de Channing Tatum e Naomi Ackie, mas atesta que o filme é "caseiro e apelativo" com uma "conclusão pretensiosa", faltando a coragem necessária para contar uma história impactante. A crítica de Robinson para Blink Twice segue a mesma linha de Ross McIndoe da Slant Magazine, que alegou que o filme "tem pensamentos sobre o perigo que os homens podem ter", mas criticou por oferecer apenas um entendimento raso sobre a dinâmica do tema. Brooks Eisenbise do Chicago Reader chamou o filme de "desajeitado e sobrecarregado porém valente" e afirmou que como um terror psicológico "é clichê e mal conduzido." Odie Henderson do The Boston Globe argumentou que enquanto o filme tenta passar uma mensagem feminista, "é apenas um slasher com uma dimensão de Final Girls." Ela afirma que o enredo é desvendado de forma minuciosa e que seu ritmo lento permite uma análise ampla ainda na sala de cinema, falhando em manter a atenção ativa necessária para suspensão de descrença. Henderson destaca que a primeira metade do filme apresenta uma série de cenas repetitivas onde os personagens se envolvem em comportamentos hedonistas, além de afirmar que a confiança de Zoë Kravitz nessas sequencias falham em intrigar visualmente ou desenvolver um personagem, fazendo o filme parecer "um reality show de televisão."